# Hexatoma dharma
Hexatoma dharma är en tvåvingeart som beskrevs av Alexander 1955. Hexatoma dharma ingår i släktet Hexatoma och familjen småharkrankar. Inga underarter finns listade i Catalogue of Life.